# Краснояровский сельсовет (Амурская область)
Красноя́ровский сельсове́т — сельское поселение в Мазановском районе Амурской области.
Административный центр — село Красноярово.

## История
3 декабря 2004 года в соответствии с Законом Амурской области № 384-ОЗмуниципальное образование наделено статусом сельского поселения.

## Население
| 2002  | 2010  | 2011  | 2012  | 2013  | 2014  | 2015  |
| ----- | ----- | ----- | ----- | ----- | ----- | ----- |
| 1511  | ↘1411 | ↘1404 | ↘1375 | ↘1355 | →1355 | ↘1318 |
| 2016  | 2017  | 2018  | 2021  |       |       |       |
| ↘1300 | ↗1311 | →1311 | ↘899  |       |       |       |

## Состав сельского поселения
| № | Населённый пункт | Тип населённого пункта       | Население |
| - | ---------------- | ---------------------------- | --------- |
| 1 | Антоновка        | село                         | ↘35       |
| 2 | Красноярово      | село, административный центр | ↗981      |
| 3 | Леонтьевка       | село                         | →70       |
| 4 | Михайловка       | село                         | ↘106      |
| 5 | Петровка         | село                         | ↘119      |